# 秋浦河
秋浦河，又名秋浦江、云溪河、贵池江，是中国安徽省境内的一条河流，系长江下游支流。发源于安徽省祁门县境内，流经池州市石台县和贵池区，在贵池城区池口内河码头流入长江。干流全长150公里，流域面积约2235平方公里。

## 名称
西汉时，今殷汇镇以下为长江分岔支流形成的沼泽地，当地土著居民山越人称之为“秋浦”。传说南朝梁昭明太子萧统封邑石城（今贵池区殷汇镇石城村），垂钓于秋浦河边，因喜食鳜鱼，又名该水为贵池。五代十国时，杨吴政权将秋浦县更名为贵池县，即源于此。

## 地理

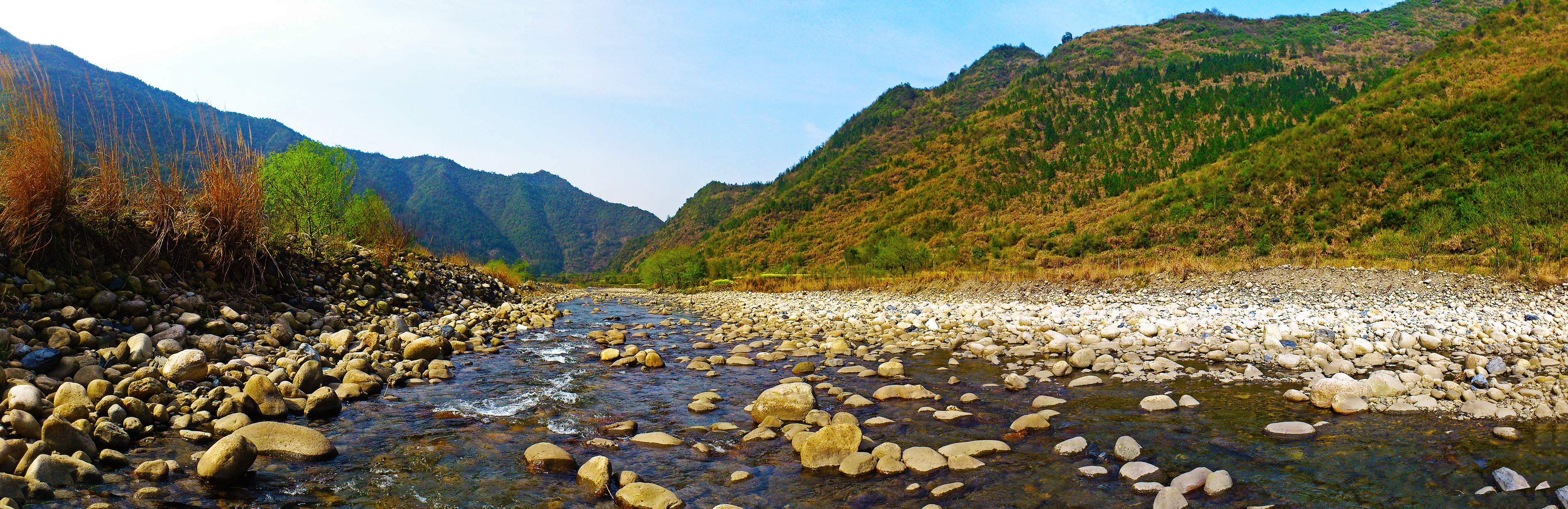
秋浦河发源于石台县牯牛降

秋浦河源流有两支：
其一称为鸿凌河，发源于安徽省祁门县北部的大洪岭，于石台县兰关乡纳琏溪、管溪，于橫渡鎮香口村附近与公信河相汇，称秋浦河；
其二称为公信河，发源于仙寓山北麓，在石台县大演乡纳考坑溪、竹溪、利源溪、彭溪、木卑坑溪、湘源溪、大剡溪、小剡溪、庄门坑溪，于石台县横渡镇香口村附近注入秋浦河。而后蜿蜒曲折，转向东北，在贵池池口港口汇入长江。

### 水文特征
秋浦河流域大部分为山区，年降雨量都在1300毫米以上，降雨多集中于春夏两季，4至7月为多雨季节，上游易发生泥石流和落石；雨季水位上涨，主要年份最高水位出现于4至7月。

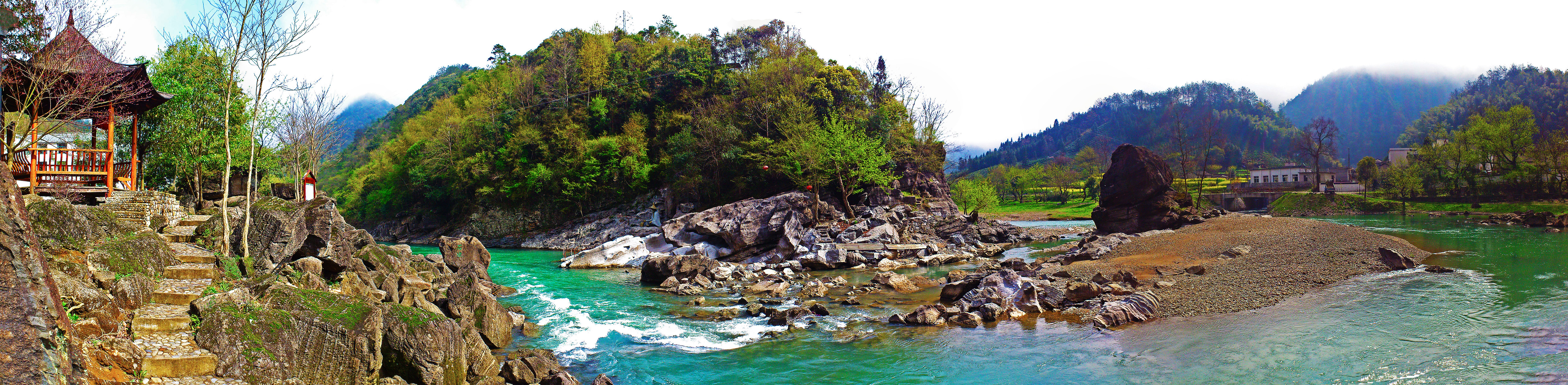
秋浦河石台县横渡镇段

秋浦河及其支流多漫滩，枯水时期，河滩高出水面，洪水期均被淹没，长江江水倒灌至殷汇镇。洪水一来，河水暴涨成灾，经常淹没周边乡镇。1983、1991、1996、1998、1999、2016、2020年，秋浦河河水暴涨，淹没周边乡镇，造成严重的经济损失。

### 流经主要城镇
| 区县   | 集镇                                                               |
| ------ | ------------------------------------------------------------------ |
| 贵池区 | 杏花村街道、秋江街道（原高脊岭乡、阮桥乡）、涓桥镇、殷汇镇、高坦乡 |
| 石台县 | 占大镇、横渡镇、仁里镇、矶滩乡                                     |

## 生态

### 渔业
秋浦河已被列为中华人民共和国国家级水产种质资源保护区。当地盛产传统的青、草、鲢、鳙、鲤、鲫、鲂等鱼类。1990年以来，相继引进异育银鲫、大阪鲫、罗非鱼、牛蛙等优质水产品，原有的鳜鱼、乌鱼、鲶鱼、黄颡鱼、甲鱼、淡水珍珠等优质水产品得到深度开发。

#### 特有物种
秋浦河生产的秋浦花鳜是池州特产，也是黄山臭桂鱼的原料之一。据说早在南朝梁，昭明太子萧统喜欢吃秋浦河里的鳜鱼，赞曰“水好鱼美”，称这条河为“贵池”，贵池区由此得名。秋浦河所产鳜鱼不仅个体大、生长速度快，而且肉质丰腴细嫩，味道鲜美可口，其体形体色近似于海水中的名贵鱼类石斑鱼，故有“淡水石斑鱼”之称。长期以来，秋浦花鳜长期依靠天然捕捞，所以产量很低，直到1995年4月，贵池市人民政府水产局从广东台山引进技术人员，使用秋浦河野生鳜鱼作亲本在白沙湖进行人工繁殖试验，1996年5月成功培养，分别在秋浦河和白沙湖繁殖。2000年11月，经安徽省人民政府批准，贵池区人民政府水产局注册“秋浦花鳜”商标，统一负责秋浦河和白沙湖的鳜鱼养殖和销售工作。2004年，秋浦花鳜被认定为“绿色食品”。
2018年2月12日，经中华人民共和国农业部批准，秋浦花鳜开始实施农产品地理标志登记保护。保护范围为贵池区全境。2021年11月20日，经中国渔业协会批准，池州市被授予“中国鳜鱼之乡”称号。

### 矿产开采
秋浦河河底蕴藏着大量的黄砂，自古以来就有采砂活动。砂质耐酸性强，抗压力大，达到国家二级标准。因砂质好，黄砂除供应本地市场外，多数销往苏、浙、沪等省市。1960至1970年代，采砂活动均以手工进行，用木帆船和机动帆船运载。1985年以后，改用吸砂泵、卷扬机采砂，使用中型铁壳机动船运输，采砂活动改属贵池建材工业公司管理。1990年以后，随着内河黄砂资源渐趋枯竭，贵池建材工业公司开始转采江砂。1992年以后，秋浦河黄砂产量迅速下降，同时贵池建材工业公司逐渐走向破产，2000年以后，秋浦河大规模的采砂活动趋于停止。然而，截至2018年，秋浦河任然存在零星采砂现象。为进一步禁止采砂，2018年3月30日，安徽省人大常委会通过《池州市河道采砂管理条例》，并于当年5月1日正式施行。

### 环境与污染
1970年以前，秋浦河污染轻微。1970年之后，由于工业化进程加速，秋浦河污染日趋严重。随着池州烧碱厂、农药厂、造纸厂、化肥厂的建成，产生废水排入当地自来水厂取水点上游白洋河的秋浦河，取水点距最近的污水排放口只有2000米，秋浦河自1983年起多次出现氨、氮超标。
1987年，安徽省环保部门调查，该河废水中的主要污染物为镉化合物、六价铬化合物、砷化合物、铅、酸类、氰化物等。1988年6月，安庆地区环保部门对秋浦河水质进行检测。结果显示，秋浦河池州镇段，受到上游桃坡乡贵池钢厂和上海后方地方厂矿以及下游的贵池县化肥厂、池州农药厂、池州烧碱厂、池州造纸厂等工矿废水的污染，重金属、氰、酚检出率达20～30%，氨氮、硝酸盐氮、亚硝酸盐氮和PH值均偏高，当地水质勉强达到中华人民共和国地面水环境质量III级标准的要求。1990年池州地区环保部门调查，秋浦河城区附近接纳池州酒厂、贵池市食品厂、豆腐坊的污水，和贵池城区生活污水，水体受大量有机物污染，高度富营养化。不能养殖，有时水质变黑发臭，孑孓丛生，直接影响居民生活。
1989年2月19日，池州铅锌冶炼厂排放含有重金属的废水污染了贵池市池州镇城北村永红组和红星组小圩50亩的秋浦河水面，导致7000只蚌、3500斤鱼中毒死亡。贵池市环保局会同市水产局等有关单位现场取样检测，分析事故原因，确认事故责任，核定赔偿损失68,000元。1992年5月5日，铜陵市铜山镇铜矿废水排放造成贵池市木闸乡万子村饮用水源被污染，万子村民联名写信上诉到安徽省城建环保厅，要求铜山矿拆迁排污口，并解决村民饮用水问题。贵池市环保局立即派人取水样化验，经鉴定废水中铜离子超标排放。在市环保局协调下，矿方同意给万子村沿河村民组打水井，解决该村饮用水问题。1997年，贵池市环保部门检测，秋浦河河口附近，由于受池州铅锌冶炼厂排放污水影响，秋浦河贵池城区段的水体有毒污染物严重超标，水质下降到IV级标准，水中仅存活的少量鱼类无法使用，水体已失去使用价值。2012年10月26日，贵池区杏花村街道杜坞大桥附近的秋浦河建国排灌站突然出现大量死鱼。10月31日，当地记者采访，秋浦河河面乌黑发臭，当地渔民称共有大约25,000千克鱼死亡，污染范围蔓延至下游两公里。

## 交通

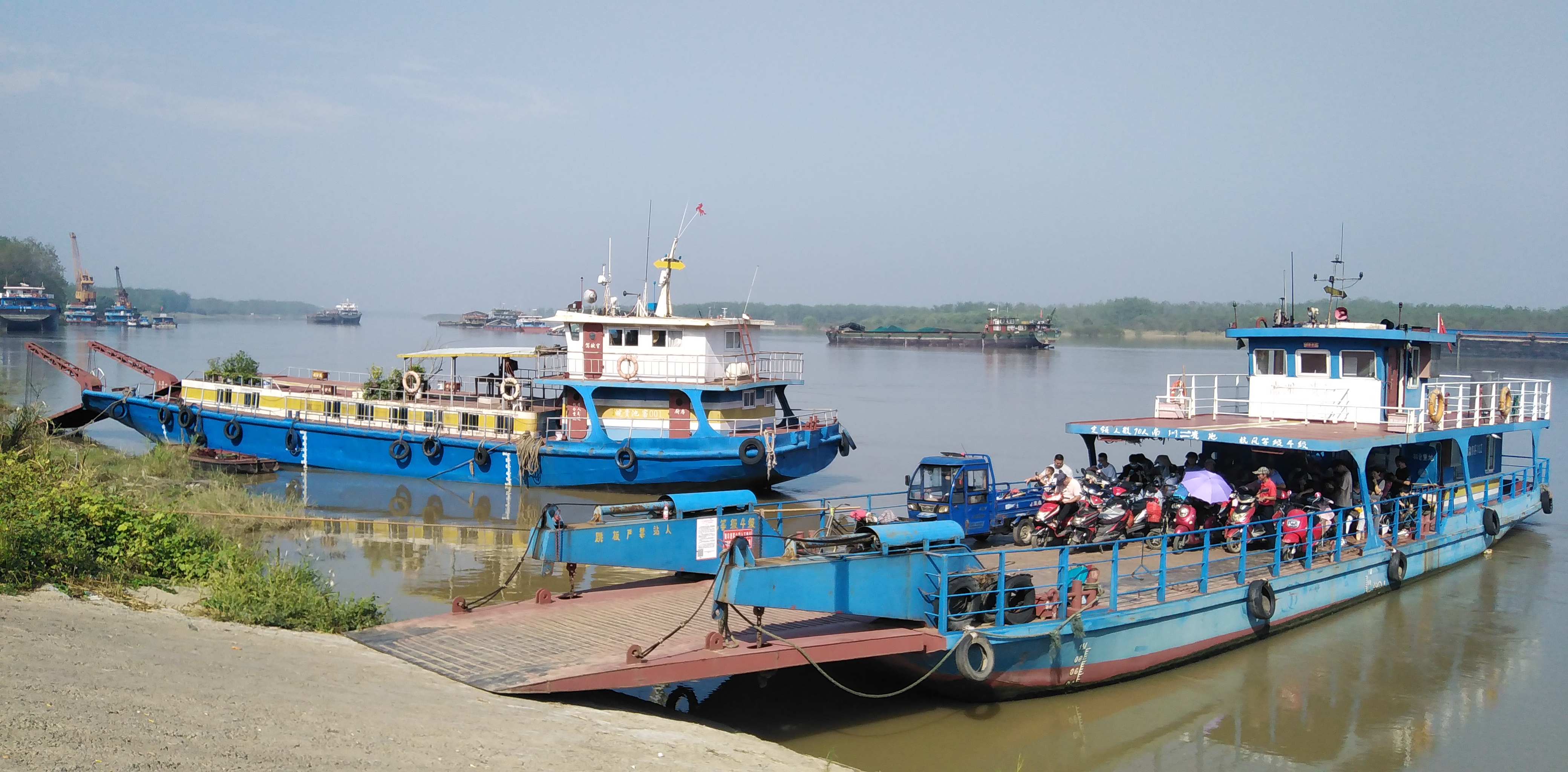
池口内河码头

### 内河航运
秋浦河可通航河段为86公里。光绪廿七年（公元1901年）以前，贵池县水上客运无专营机构，秋浦河内船只均为私营散船，以运货为主，有时也携带旅客。
1956年7月6日，贵池县航管站开辟秋浦河殷汇至池口段的客运航线，全程40.5公里，票价0.61元，沿途停靠桂家滩、木闸、大农。每日一班，随船售票。该航线仅在汛期营运，不超过4个月。1958年，因公路客运恢复正常，乘船的旅客数量减少而停办。1982年，阮桥、高岭、木闸、驻驾先后开办了至池口的客运业务，由挂机船往返营运，随船售票，无固定停泊点。其中，殷汇镇到池口段在1980年代末和1990年代初存在几艘小渡船从事短途客运。因池州境内公路网臻于完善，1996年以后，客船运载量急剧下降；至2000年，上述客船已不再运作。
1997年5月至1998年1月，安徽省航运部门开始对航道划分等级：
| 航道标号 | 起点 | 终点 | 长度（千米） | 航道分级 |
| -------- | ---- | ---- | ------------ | -------- |
| 1#       | 池口 | 殷汇 | 36           | V        |
| 2#       | 殷汇 | 灌口 | 5            | VI       |
| 3#       | 灌口 | 石台 | 45           | VIII     |

2002年10月28日至2003年9月1日，安徽省航运部门再次对秋浦河进行航道分级，如下表：
| 航道标号 | 起点             | 终点             | 长度（千米） | 航道分级 |
| -------- | ---------------- | ---------------- | ------------ | -------- |
| 1#       | 池口             | 殷汇             | 36           | V        |
| 2#       | 殷汇             | 灌口乡（拦山岩） | 5            | VI       |
| 3#       | 灌口乡（拦山岩） | 仁里镇           | 45           | 无       |

### 外江航运
坐落在秋浦河河口的池州港是国家一级港口，肩负着当地矿产品原料出口的任务。

### 主要桥梁
下列列出横跨秋浦河的400米以上或具有重要交通地位的桥梁。
| 名称           | 位置                                    | 承载               | 长度                   | 建成时间 | 脚注   |
| -------------- | --------------------------------------- | ------------------ | ---------------------- | -------- | ------ |
| 秋浦河大桥     | 池州市石台县仁里镇马街居委会 人民北路   | 237国道、 殷祁公路 | 160.20米（525.6英尺）  | 1976年   | [ 31 ] |
| 徐村秋浦河大桥 | 池州市贵池区殷汇镇徐村                  | 德上高速           | 1,353米（4,439英尺）   |          | [ 32 ] |
| 秋浦河大桥     | 池州市贵池区殷汇镇龙山村                | 318国道            |                        | 2021年   | [ 33 ] |
| 秋浦河大桥     | 池州市贵池区殷汇镇肖滩村                | 沪渝高速           | 636.5米（2,088英尺）   | 2006年   |        |
| 秋浦河大桥     | 池州市贵池区秋江街道南闸村              | 德上高速           | 1,208米（3,963英尺）   | 2019年   | [ 34 ] |
| 秋浦河特大桥   | 池州市贵池区秋江街道梅里居委会 石城大道 | 237国道、 芜贵公路 | 1,068.4米（3,505英尺） | 2013     | [ 35 ] |
| 杜坞大桥       | 池州市贵池区秋江街道梅里居委会 杜坞路   | 001县道            | 461米（1,512英尺）     | 1990年   | [ 36 ] |

### 航运事故
- 1983年贵池县沉船事故：1983年8月12日下午1时30分，在贵池县灌口公社星火大队[註 4]的一个渡口处，河水深6米，当地渡工让其15岁的小儿子去摆渡。该船核定载人20名，但由于严重超载，第二次摆渡时，前舱已严重渗水；第三次摆渡时，船上载有47人和2头牛，因此造成渡船搁浅。乘船人年幼，无法维持秩序，把船撑入深水，船首舱缝开裂，中舱漏水，在离岸14.5米时，船头下沉，水漫中舱，导致船体失去平衡而翻沉，48人全部落水。后经抢救，25人幸免，23人遇难。[37]
- 1988年贵池县沉船事故：1988年9月24日上午4时15分，在贵池市高脊岭乡中河村[註 5]洋船石渡口附近，当地村民带着茭白等农副产品来到该渡口，先后挤上“贵池挂060号”渡船准备，过渡到对岸池州城区红光菜市场赶早市。该渡船是一艘4马力，核定载客20人的木质挂桨机船，载有乘客33人，茭白等农副产品约2000多斤（约合1125千克）。由于严重超载，加之当时偏北风3级左右，船首铁质跳板铲水，渡船前舱进水，乘客惊慌，船体失去平衡，渡船在驶离对岸143米处沉没。船上包括一名渡工在内，34人及茭白等物全部落水。[38]

## 水利开发

### 水库
| 水库名称 | 所在地                                | 最大蓄水量    | 建成日期                                | 来源          |
| -------- | ------------------------------------- | ------------- | --------------------------------------- | ------------- |
| 九龙池   | 祁门县赤岭乡倪村村 （今安凌鎮倪村村） | 112万立方米   | 1977年11月                              | [ 39 ]        |
| 剪刀卡   | 祁门县雷湖乡 （今安凌鎮雷湖村）       | 156万立方米   | 1980年冬                                | [ 39 ]        |
| 考河     | 石台县六都乡 （今七都镇六都村）       | 117.5万立方米 | 1975年12月                              | [ 39 ] [ 40 ] |
| 张田     | 石台县丁香镇                          | 233万立方米   | 1973年12月                              | [ 39 ] [ 40 ] |
| 庆丰     | 石台县贡溪乡 （今仁里镇查村）         | 187.5万立方米 | 1972年冬（始建） 1976年6月（复建）      | [ 40 ]        |
| 八一     | 贵池县双桥乡 （今涓桥镇七一村）       | 466万立方米   | 1958年8月（第一期） 2012年2月（第六期） | [ 41 ]        |
| 滴水崖   | 贵池县棠溪乡 （今棠溪镇石门村）       | 131万立方米   | 1985年                                  | [ 41 ]        |

### 引水工程
- 杨家田大堰，位于石台县境内[42]

## 水电开发
| 水电站名称 | 所在地                                | 年发电量 | 建成日期   | 来源   |
| ---------- | ------------------------------------- | -------- | ---------- | ------ |
| 九龙池     | 祁门县赤岭乡 （今安凌鎮）             | 35万千瓦 | 1979年12月 | [ 43 ] |
| 菖蒲岭     | 祁门县赤岭乡 （今安凌鎮）             | 18万千瓦 | 1975年5月  | [ 43 ] |
| 市里       | 石台县珂田乡市里村 （今仙寓镇市里村） | 28万千瓦 | 1976年5月  | [ 44 ] |
| 庆丰       | 石台县贡溪乡查家村 （今仁里镇查村）   | 48万千瓦 | 1982年10月 | [ 44 ] |
| 互联       | 石台县大演乡互联村                    | 48万千瓦 | 1982年11月 | [ 44 ] |

## 旅游开发
秋浦河两岸旅游景点众多。在貴池區殷匯鎮石城村境内有西漢丹阳郡石城县遗址。三國孫吳政權封韩当为侯於此，又任黄盖为縣长。隋开皇十九年(599年)，改置秋浦县，因秋浦河“溪流澄碧长秋”故名。对岸又有昭明太子釣台（琅山崖），是中國十大钓台之一，位于殷匯鎮境内的琅山崖下。貴池西南部民間傳說，古时春夏之交，当月明之夜，常有人见“白鹅从潭中跃出，光耀如月”。附近的牌楼镇穿山村又有大王洞，乃中國東部地區最大的喀斯特溶洞。 在秋浦河和白洋河交汇处又有杏花村文化旅遊區，国家4A级旅游景区。

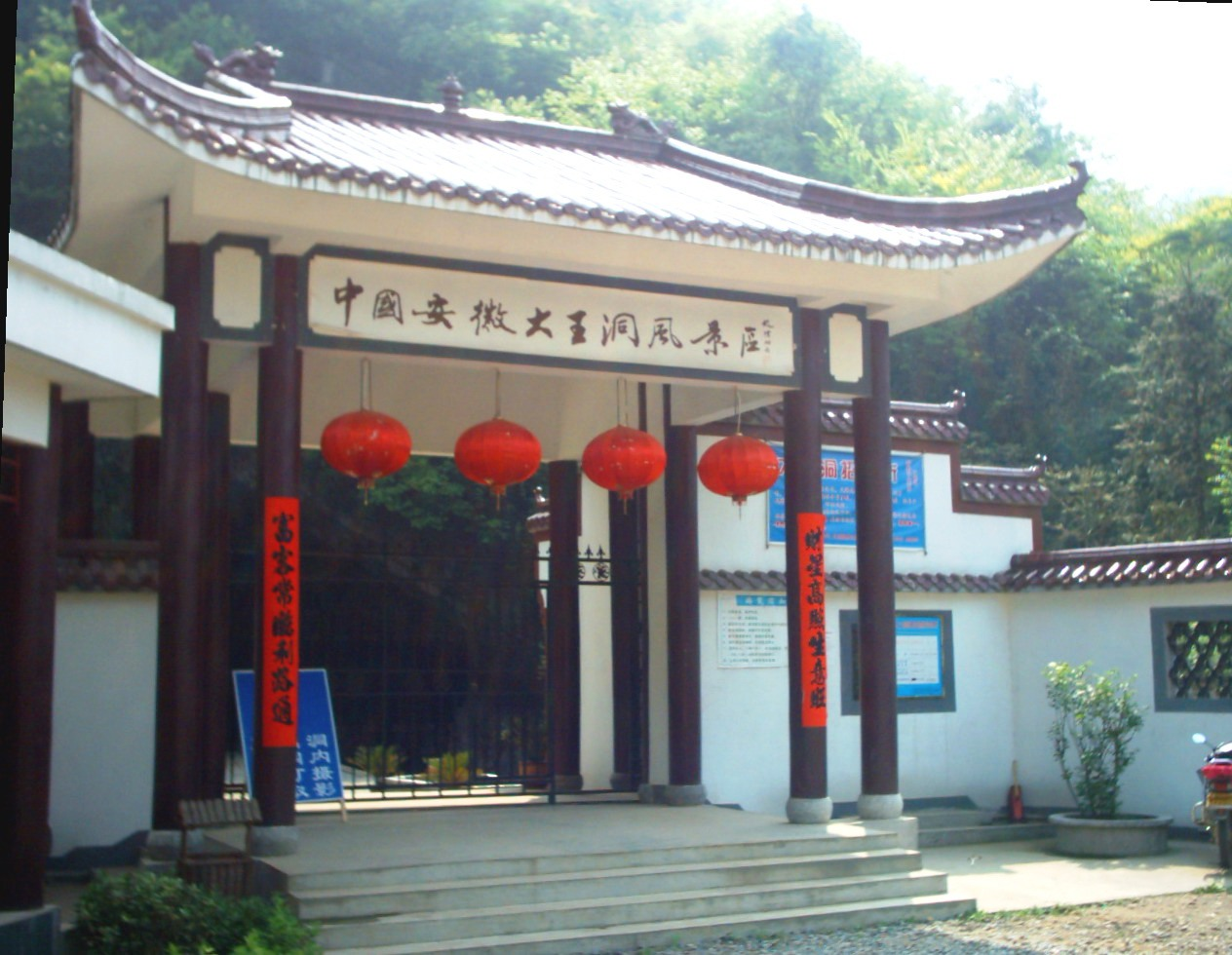
池州大王洞景区入口

石台縣境内有安徽省首个省级作家创作基地秋浦渔村，还有怪潭漂流，被称为中国东部地区最惊险的漂流。

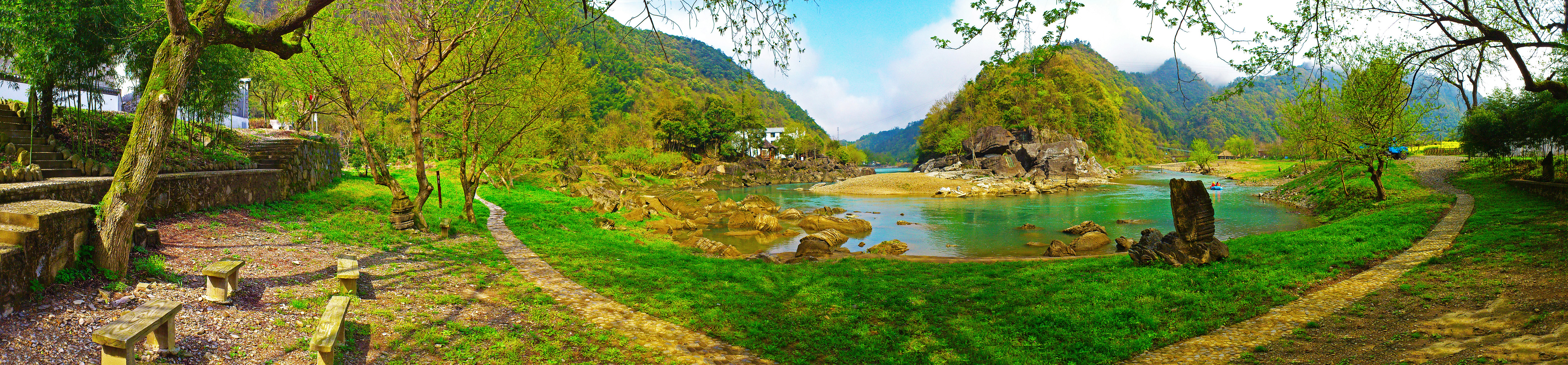
石台县怪潭漂流

## 流行文化
因为南朝梁昭明太子萧统在秋浦河边著《昭明文选》，唐朝诗人李白曾到访此河写下《秋浦歌十七首》，该河又被池州市民称作“诗河”。同时，池州市贵池区主城区的秋浦街道办事处、秋浦路都因秋浦河而得名。
另合肥市内有一条道路秋浦河路，合肥地铁1号线有一车站名为秋浦河路站，都因秋浦河而得名。